# ДОТ Ипао I
ДОТ Ипао I (англ. Ipao Pillbox I или англ. Ypao Pillbox I) — японское оборонительное сооружение, ДОТ времён Второй Мировой войны.
Находится на мысе Ипао, расположен к западу от залива Тумон на острове Гуам неподалёку от побережья при пляже отеля Хилтон. Встроен в известняковую скалу, построен из бетона и коралловой породы. Северная стена — каменная, толщина от 1 до 1,6 метра. В северной стене находится орудийный порт высотой 22 м. С восточной стороны расположен вход (высота 1,6 м). Внутреннее пространство — длиной 7 м, шириной 3 м и высотой от 1,5 до 2 м. Первоначальная высота сооружения неизвестна, по данным Национального реестра исторических мест США нынешняя составляет 2,5 м. С 1991 года — объект реестра. Используется для хранения вещей персоналом отеля. Находится в хорошем состоянии.